# Karl Wiktorowitsch Pauker
Karl Wiktorowitsch Pauker (russisch Карл Викторович Паукер; * Januar 1893 in Lemberg; † 14. August 1937 in Moskau) war ein Offizier des NKWD und leitete bis einige Monate vor seiner Hinrichtung die Leibwache Josef Stalins.

## Leben
Karl Pauker entstammte einer jüdischen Familie aus der galizischen Landeshauptstadt Lemberg, das damals noch zu Österreich-Ungarn gehörte. Er arbeitete als Friseur an der Budapester Oper. Während des Ersten Weltkriegs wurde er zur k.u.k. Armee eingezogen. 1916 geriet er in russische Kriegsgefangenschaft und blieb nach der Oktoberrevolution freiwillig in Russland, wo er sich 1918 den Bolschewiki anschloss. Pauker trat in die Dienste der Tscheka und wurde Diener von Wjatscheslaw Menschinski und 1924 als Chef der Kreml-Leibwache Stalins persönlicher Leibwächter. Von 1923 bis 1934 war er Vorsitzender der OGPU-Sportgemeinschaft Dynamo. Von 1930 bis 1934 fungierte er als Leiter der Operativen Abteilung der Hauptverwaltung für Staatssicherheit im Innenministerium der UdSSR.
Nachdem er zunächst selbst an den Großen Säuberungen mitgewirkt hatte und zum „Kommissar der Staatssicherheit 2. Ranges“ aufgestiegen war, wurde Pauker durch den vormaligen NKWD-Chef Jagoda unter Folter denunziert. Da Pauker „zu viel wisse und zu gut lebe“, verlor Stalin das Vertrauen zu seinem Sicherheitschef und ließ ihn am 15. April 1937 verhaften. Am 14. August 1937 wurde er zum Tode verurteilt und noch am selben Tag erschossen.
Pauker wurde auch nach Stalins Tod nicht rehabilitiert.